# Pont Runyang
El Pont Runyang és un complex de ponts que creua el riu Iang-Tsé a la província xinesa de Jiangsu, riu avall de Nanjing. El complex està format per dos grans ponts que uneixen la localitat de Zhenjiang al banc sud del riu amb la localitat de Yangzhou al nord. El pont és part de l'Autopista Pequín-Xangai.
El pont sud és un pont penjant amb una obertura de 1.490 m. Amb la seva inauguració el 2005 va passar a ser el quart pont penjant més llarg del món i el primer de la Xina. Amb la inauguració del Pont Xihoumen el 2007, va passar a ser el segon més llarg de la Xina i el cinquè del món. Els torres tenen una altitud de 215 m sobre el nivell del mar. Els dos obertures d'aproximació no són penjants. L'obertura principal està compost d'una estructura amb forma de caixa d'acer aerodinàmic ortotròpic d'una profunditat de 3 m. L'amplada de la plataforma és de 39,2 m amb 6 carrils i un estret pas de vianants a cada costat per facilitar el manteniment. El gàlib per a la navegació marítima és de 50 m.
El pont nord és un pont atirantat amb una obertura principal de 406 mi amb torres d'una altura de 150 m sobre el nivell del mar. Entre tots dos ponts es troba l'illa de Siyezhou. La longitud total del complex de ponts és d'aprox. 35,66 km. La construcció del complex va començar el 2000 i es va completar abans del previst. El cost total va ser de 5.800 milions de yuans (aprox. 450 milions d'euros) i es va obrir al trànsit el 30 d'abril de 2005.
El pont Qiongzhou, un altre pont penjant xinès en planificació, serà més gran que el pont sud del complex (entre 2 - 2,5 km).